# 达尼埃尔·蒂莫夫特
达尼埃尔·蒂莫夫特（羅馬尼亞語：Daniel Timofte，1967年10月1日—），罗马尼亚男子足球运动员，司职中场。他曾代表罗马尼亚国家队参加1990年国际足联世界杯，结果队伍止步十六强。